# Planungsregion Südostoberbayern
Die Region Südostoberbayern ist eine von insgesamt 18 Planungsregionen in Bayern. Sie liegt im Bezirk und im Regierungsbezirk Oberbayern. Verwaltungssitz ist die Stadt Rosenheim.

## Struktur

Planungsregion 18: Südostoberbayern

Die Planungsregion Südostoberbayern liegt im äußersten Südosten Bayerns zwischen München und Salzburg und grenzt an die österreichischen Bundesländer Oberösterreich, Salzburg und Tirol. Im Regionalen Planungsverband sind folgende Körperschaften zusammengeschlossen: die kreisfreie Stadt Rosenheim und die Landkreise Altötting, Berchtesgadener Land, Mühldorf a.Inn, Rosenheim und Traunstein sowie deren Städte und Gemeinden.
2015 lebten in der Region rund 816.000 Einwohner. Die Fläche beträgt ca. 5.225 km². Oberzentren sind die Städte Bad Reichenhall, Freilassing, Rosenheim und Traunstein. Zugehörige Mittelzentren sind Altötting/Neuötting, Bad Aibling, Berchtesgaden, Burghausen, Mühldorf am Inn, Traunreut/Trostberg, Waldkraiburg und Wasserburg am Inn.

## Geschichte
Im Zuge der Gebietsreform in Bayern erfolgte 1972 die Einteilung des Freistaates Bayern in 18 Planungsregionen auf Grundlage des Bayerischen Landesplanungsgesetzes von 1970. Der Regionale Planungsverband entstand am 1. April 1973. Derzeitiger Verbandsvorsitzender ist Erwin Schneider, Landrat des Landkreises Altötting.